# Subregió de Şanlıurfa
La subregió de Şanlıurfa (en turc: Şanlıurfa Alt Bölgesi) (TRC2) és una subregió estadística de Turquia.

## Províncies
- Província de Şanlıurfa (TRC21)
- Província de Diyarbakır (TRC22)